# Marion Berry
Robert Marion Berry, född 27 augusti 1942 i Stuttgart, Arkansas, död 19 maj 2023 i Little Rock, Arkansas, var en amerikansk demokratisk politiker. Han representerade delstaten Arkansas första distrikt i USA:s representanthus 1997–2011.
Berry föddes i Stuttgart, Arkansas men växte upp i Bayou Meto, ett litet samhälle nära DeWitt i Arkansas County i samma delstat. Han gick i skola i DeWitt High School. Berry utexaminerades 1965 från University of Arkansas College of Pharmacy. Han arbetade sedan som farmaceut och senare som jordbrukare i Gillett.
Kongressledamoten Blanche Lincoln ställde inte upp till omval i kongressvalet 1996. Berry vann valet och efterträdde Lincoln i representanthuset i januari 1997. Han omvaldes sex gånger.
Berry förolämpade republikanen Adam Putnam i representanthusets plenisal genom att kalla honom "Howdy Doody-looking nimrod" i ett tal den 17 november 2005.
Berry är gift med Carolyn och har två döttrar. Han är metodist. Han bor i Gillett, Arkansas.